# Casa Newkirk
La Casa Newkirk, también conocida como Casa Summit, ubicada en 510 Summit Avenue, es la estructura más antigua que se conserva en Jersey City, en el estado de Nueva Jersey (Estados Unidos). El edificio colonial holandés de dos pisos, compuesto de piedra arenisca, ladrillo y tablillas, data de 1690.
Originalmente de un piso, los muros exteriores son de dos pies de piedra encajada en cal y mortero. Las vigas de madera en el sótano miden seis por doce pulgadas y las del segundo piso miden cuatro por seis pulgadas con una separación de cuatro pies. Durante la construcción se emplearon clavijas de madera de ocho pulgadas, en lugar de clavos.

## Viejo Bergen

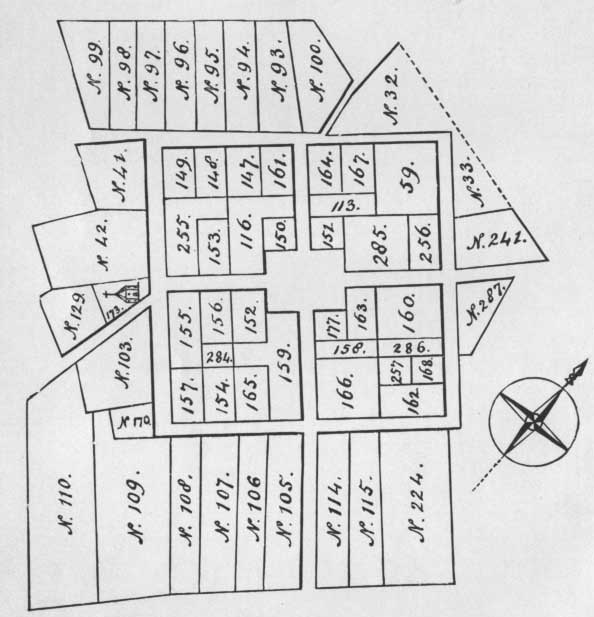
Newkirk adquirió lotes en el pueblo, incluido el n. ° 125, el sitio de Newkirk House al noreste de la plaza (no se muestra), otorgado originalmente a John Berry y vendido a Samuel Edsall. El perímetro norte de la plaza se convirtió en Newkirk Street.

La parte de Nueva Holanda que se convertiría en el condado de Hudson se estableció por primera vez en la década de 1630 como Pavonia. En 1660, el director general Petrus Stuyvesant otorgó una carta para el desarrollo de un pueblo fortificado en lo que ahora es Bergen Square. Tras la toma de posesión británica de Nuevos , se convirtió en el municipio de Bergen, mientras que la población permaneció arraigada en la tradición nativa y se la conoció como los holandeses de Bergen. Bergen, Nueva Holanda se convirtió en el condado de Bergen, que en 1840 se dividió, y su parte sur se convirtió en Hudson y durante mucho tiempo se denominó Old Bergen. El edificio es uno de los muchos construidos en el norte de Nueva Jersey por estos primeros colonos coloniales y sus descendientes.
Mattheus Cornelissen Newkirk y su hermano Gerrit Newkirk llegaron a Nueva Ámsterdam a bordo del De Moesman en 1659. Su apellido, van Niewkercke, se traduce como "de la nueva iglesia" cerca de su lugar de nacimiento. Mattheus C. se mudó a Bergen en 1665. Su familia adquirió lotes en y cerca del pueblo y construyó otra casa cerca.
Durante la Revolución de las Trece Colonias, Bergen estuvo nominalmente bajo el control de los británicos, aunque los estadounidenses frecuentemente hacían incursiones en el área para reconocimiento y búsqueda de alimento. La Casa Newkirk estaba ubicada cerca de Five Corners, y un importante cruce de caminos donde Summit Avenue corría hacia el norte hacia Bergen Woods. Después de la batalla de Paulus Hook, los estadounidenses originalmente planearon retirarse en ferry sobre el río Hackensack, pero se vieron obligados a regresar para esperar en las avenidas Sip y Summit. La casa se identificó más tarde en mapas militares británicos dibujados en 1781 para el general Henry Clinton.

## Journal Square
La granja permaneció en manos de la familia Newkirk hasta 1899, después de lo cual fue utilizada como orfanato por la Queen's Daughters Day Nursery Association y luego por una sucesión de negocios minoristas. Con la apertura de la estación Summit Avenue de Hudson and Manhattan Railroad en 1912, el área alrededor de Bergen Square fue remodelada y muchas de las viviendas fueron arrasadas para dar paso a nuevos edificios. Entre ellos se encuentran la sede del periódico Jersey Journal, que da nombre a Journal Square, y el Labor Bank Building, considerado el primer rascacielos de la ciudad. Otra propiedad familiar, Newkirk Homestead fue demolida, aunque una calle todavía lleva el nombre de los primeros colonos. El Sip Manor, construido en 1666 y la casa privada más antigua de Nueva Jersey, se trasladó a Westfield. En 1928, se desvió la ruta de Summit Avenue, lo que afectó la línea de propiedad del tramo; se modificó el frente de Newkirk House y se colocaron nuevas ventanas a lo largo de su costado.

## Planes de remodelación de restaurantes y vecindarios
En 1979, Newkirk House se incluyó en el Registro de lugares históricos de Nueva Jersey (ID # 1519). y se convirtió en un restaurante conocido como Summit House. Durante las renovaciones se determinó que originalmente había sido una estructura de un piso. Más tarde se convirtió en Sanai's, propiedad del hijo nativo, estrella de la NBA y activista político Terry Dehere. El edificio está situado entre el Centro de Transporte de Journal Square y el vecindario conocido como The Hilltop. En 2012, la ciudad adoptó una variación para una propuesta de desarrollo para construir una torre residencial de 42 pisos y un garaje adyacente en sus lados sur y este.